# 8540 Ardeberg
8540 Ardeberg este un asteroid din centura principală, descoperit pe 17 martie 1993, de UESAC.